# František Mikloško

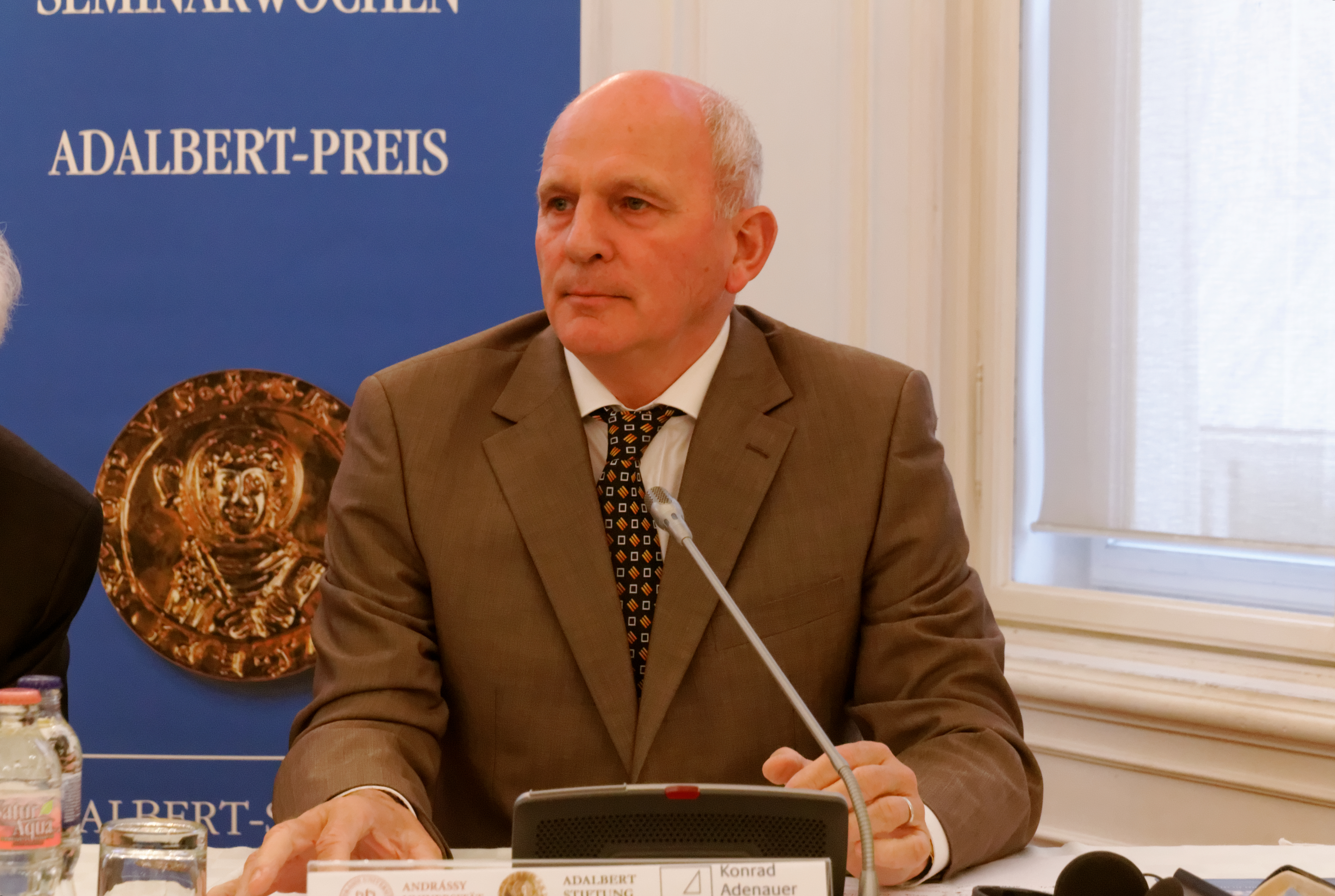
František Mikloško, 2013

František Mikloško (* 2. Juni 1947 in Nitra) ist ein slowakischer Politiker. Vor der Sanften Revolution war er ein wichtiger slowakischer Dissident. Er war lange Zeit Parlamentsabgeordneter für die Christlich-demokratische Bewegung (KDH). Mikloško ist verheiratet.

## Leben und Wirken
In seiner Jugend wurde er stark von der Verfolgung der katholischen Kirche in der Slowakei geprägt.
Nach dem Abitur studierte er in Bratislava Mathematik und Physik. Mit der Promotion zum Doktor der Naturwissenschaften schloss er sein Studium ab. Beeindruckt von den Erlebnissen von Jukl und Silvester Kröméry und Kardinal Ján Chryzostom Korec schloss sich Mikloško der Kirche im Untergrund an.
František Mikloško wurde in Nitra geboren. Er war der jüngste von vier Kindern. Sein Vater war Jurist, seine Mutter Gymnasiallehrerin für Französisch und Slowakisch. František Mikloško lebte bis zum Abitur in Nitra. In seiner Jugend prägte ihn die Erfahrung mit der Verfolgung der Katholischen Kirche sehr stark. Die kommunistische Geheimpolizei durchsuchte sein Elternhaus und seine Eltern wurden zu Verhören abgeholt. Besonders stark betroffen war seine Mutter, die in den 50er Jahren für Kleinsamizdaten als Übersetzerin arbeitete. Für František Mikloško war es schwer zu verkraften, dass ständig katholische Priester und Mitglieder katholischer Orden, zu denen seine Familie in engem Kontakt stand, verfolgt wurden.
Im Jahre 1966 ging František Mikloško nach Bratislava, um an der Comenius-Universität Bratislava Mathematik und Physik zu studieren. Er schloss das Studium mit der Promotion zum Doktor der Naturwissenschaften ab. In Bratislava begegnete er drei Menschen, die sein Leben stark geprägt haben. Ab 1972 organisierte er im Geheimen kirchliche Untergrundgruppen.
Es waren Vladimír Jukl und Silvester Krŏméry, die im Jahre 1964 nach 14-jähriger Gefängnishaft wegen religiöser Betätigung aus dem Gefängnis entlassen wurden, und der jetzige Nitraner Kardinal Korec, der im Jahre 1968 nach acht Jahren Gefängnishaft – die wegen seiner geheimen Bischofsweihe verhängt worden war – freikam. Beeindruckt durch die Biographien dieser drei Persönlichkeiten, und im Dialog mit ihnen, schloss er sich der Untergrundkirche an. In den 80er Jahren leitete er diese Gruppen an der Comenius-Universität. Er veröffentlichte zusammen mit Ján Čarnogurský und Martin Lauko Untergrundschriften. Neben dieser Tätigkeit hielt er auch Kontakt zu bürgerlichen Untergrundkreisen und organisierte Ausstellungen von Künstlern, die einem staatlichen Ausstellungsverbot unterlagen. Insgeheim informierte er zusammen mit Ján Čarnogurský die westlichen Radio-Sender Voice of America und Radio Free Europe über die Zustände in seinem Land.
Von 1972 bis 1983 forschte er an der Slowakischen Akademie der Wissenschaften auf dem Gebiet der Numerischen Mathematik. Dann arbeitete er als Gymnasiallehrer und verschaffte sich damit einen größeren Freiraum für seine Tätigkeit in der Untergrundkirche. Nach der Entdeckung dieser Tätigkeiten durch die Geheimpolizei wurde er entlassen und schlug sich mit Handwerksarbeiten durch.
Am 25. März 1988 organisierten Čarnogurský und Mikloško die „Kerzendemonstration“ in Bratislava, die folgende Forderungen aufstellte:
- Freie Entscheidung der Kirche bei der Wahl von Bischöfen
- Religionsfreiheit und
- Menschenrechte

Die Demonstration wurde von der Polizei brutal niedergeschlagen.
Ab November 1989 wurde er Mitglied in der Bürgerrechtsbewegung Verejnosť proti násiliu (Öffentlichkeit gegen Gewalt, VPN), die die „sanfte Revolution“ initiierte, und arbeitete in deren Präsidium.
Im März 1990 kooptierte ihn der Slowakische Nationalrat (das slowakische Parlament). Bei den ersten freien Wahlen im selben Jahr wurde er in das slowakische Parlament gewählt und war von Juni 1990 bis Juni 1992 war er der erste Vorsitzende des Slowakischen Nationalrats.
1992 trat er der christlich-demokratischen Partei seines Freundes Ján Čarnogurský KDH bei und war für diese lange Zeit Abgeordneter im slowakischen Parlament. Zuletzt sogar als dienstältester Abgeordnete. Neben seinem Amt als stellvertretender Vorsitzender der Partei war er zehn Jahre ihr Fraktionsvorsitzender. 2004 war er einer der slowakischen Präsidentschaftskandidaten. 2008 verließ er zusammen mit seinen Fraktionskollegen Vladimír Palko, Pavol Minárik und Rudolf Bauer aus Enttäuschung über den seines Erachtens zu weit an der sozialdemokratischen SMER-SD orientierten Kurs des seit 2000 amtierenden Parteichefs Pavol Hrušovský die KDH und gründete am 12. März 2008 die Konservativ-Demokratische Partei der Slowakei (KDS) mit.
František Mikloško ist Mitglied im internationalen Preiskomitee der Adalbert-Stiftung und Preisträger des Adalbert-Preises 2005. Seine sehr persönlich gehaltene Rede anlässlich dieser Preisverleihung, bei der er sich als Slowake bei den Ungarn für die Vorkommnisse nach 1945 entschuldigte, hat in der Slowakei und in Ungarn großes Aussehen erregt.
Mikloško wurde am 2. Januar 2020 von der Slowakischen Staatspräsidentin Zuzana Čaputová mit dem Ľudovít-Štúr-Orden 1. Klasse ausgezeichnet.